# طردان أرزي
الطَرَدان الأرزي (باللاتينية: Cephalaria cedrorum) نوع نباتي يتبع جنس الطردان من الفصيلة الخمانية (وكان سابقا ضمن الفصيلة الممشقية التي دمجت ضمن الخمانية).

## الموئل والانتشار
النبات متوطن في بلاد الشام.